# Армяне в Самцхе-Джавахети
Армяне в Самцхе-Джавахети, Джавахские армяне (з.-арм. Ճաւախահայեր/Զաւախահայեր, Ճաւախեցիներ/Ջաւախեցիներ; груз. ჯავახელი სომხები) — часть западноармянского этноса, коренное население Самцхе-Джавахети. Говорят на западноармянском языке, преимущественно на джавахском говоре (включающем также ахалцихский и ахалкалакский подговоры) Каринского диалекта, при этом испытывающем влияние стандартизированного восточноармянского языка (на основе араратского диалекта), что в частности проявляется в письменной речи, а также обусловлено системой образования и влиянием армянских СМИ.

## Этимология
Сегодня этот регион среди армян и среди грузин называются по-разному. Армянский вариант — Джавахк, а грузинский — Джавахети. Оба эти топонима имеют одни и те же корни, которые уходят корнями ко времени государства Урарту. В Хорхорской надписи урартского царя Аргишти I (786—764) впервые встречается топоним «Забаха». В последующее время от термина было отторгнуто окончание «а», характерно для индоевропейских языков — Забах, после чего на замену «з» пришёл «дж» — Джавах. Затем, к этому топониму было прибавлено древнеармянское окончание «к» — Джавахк, а в грузинском варианте к топониму Джавах было прибавлено «етия» — Джавахетия.

## История
В I тысячелетии до н. э. Джавахетия (Джавахк) составляла один из девяти гаваров (районов) ашхара Гугарк на севере Великой Армении. В Джавахети сохранилось множество храмов и крепостей, относящихся как к произведениям грузинской архитектуры, так и армянской.

### История  этноса

переселение западных армян в Ширакский область и Самцхе-Джавахети

Многие  западные армяне, проживающие в современном регионе, переселились из Эрзурумского вилайета Османской империи после вхождения Джавахети  в состав России в 1829 году. Большинство мусульман (Турки-месхетинцы и аджарцы) эмигрировали в Османскую империю. Политика Российской империи направлялась на распределение армян-христиан в приграничных районах с Османской империей, так как они считались надежными союзниками по сравнению с мусульманским населением.

## Демография
В советский период депортация из региона Самцхе-Джавахетия турок-месхетинцев резко изменила демографическую картину края. Согласно переписи населения 1979 года населения области составляет 190,000 человек, из которых 124,000 (65.3 %) — армяне, 44,000 (23.2 %) — грузины, а также русские, украинцы, греки, евреи и др.
Следующая таблица содержит демографию армянского населения Самцхе-Джавахетии в 1939, 1989 и 2002 годах.
| Район                              | всего, 1939 | армяне  | армяне, % | всего, 1989 | армяне  | армяне, % | всего, 2002 | армяне  | армяне, % |
| Ахалкалакский район                | 64 655      | 54 081  | 83,6      | 62 977      | 57 209  | 90,8      | 60 975      | 57 516  | 94,3      |
| Ахалцихский район                  | 55 490      | 16 454  | 29,7      | 50 430      | 25 753  | 51,0      | 46 134      | 16 879  | 36,6      |
| Ниноцминдский район (Богдановский) | 34 575      | 27 376  | 79,2      | 32 064      | 27 090  | 84,5      | 34 305      | 32 857  | 95,8      |
| Адигенский район                   | 41 314      | 942     | 2,3       | 19 598      | 1 627   | 8,3       | 20 753      | 698     | 3,4       |
| Боржомский район                   | 37 437      | 3 946   | 10,5      |             |         |           | 32 422      | 3 124   | 9,6       |
| Цалкский район                     | 40 286      | 11 726  | 29,1      | 44 438      | 12 671  | 28,4      | 20 888      | 11 484  | 55,0      |
| Аспиндзский район                  | 32 644      | 1 741   | 5,3       | 11 .265     | 2 068   | 18,4      | 13 010      | 2 273   | 17,5      |
| Общее                              | 306 401     | 116 266 | 37,9      | 220 772     | 126 418 | 57,3      | 228 487     | 124 831 | 54,6      |

## Экономика

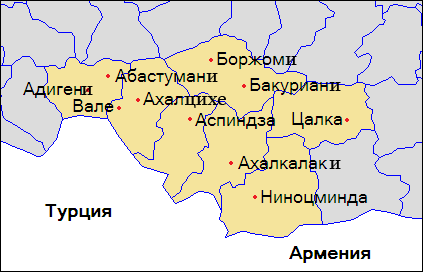
Карта Самцхе-Джавахети с Цалкским районом

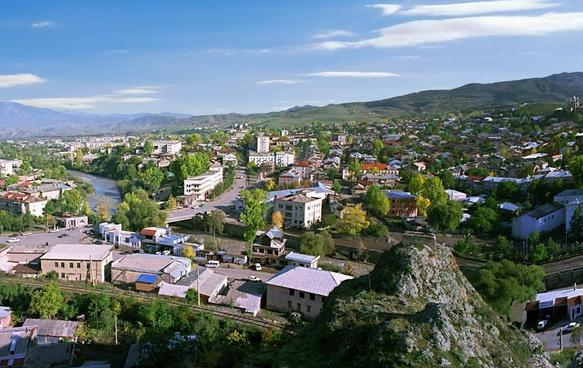
Ахалцихе

В 2007 году годовой оборот на душу населения в Самцхе-Джавахети составил 22,0 % от средненационального, в то время как в 2003 году эта цифра равнялась 35,5 %. Также за четыре года с 2003 по 2007 год в области упал с 47,9 % до 25,7 % показатель стоимости продукции на душу населения. Если сравнивать все одиннадцать регионов Грузии по этим двум показателям, то Самцхе-Джаванахети будет занимать в этом списке 8 место, а учитывая тот факт, что индустриальное производство сосредоточенно в населённых грузинами районах Самцхе-Джавахети, то экономические показатели населённых армянами Ахалкалакского и Ниноцмидского районов (совместно известных как Джавахети) будут одними из самых низких в стране. В Джавахети почти нет предприятий, исключением стало открытие местным бизнесменом Арамом Саносяном, проведшим несколько лет в России, фабрики швейных изделий в Ниноцминде. Им же в родном селе Сатхе был построен водопровод, также он участвует в проекте газификации Ахалкалаки и других проектах региона. Экономическая деятельность региона сводится к продаже потребительских продуктов, а сельское хозяйство является основной деятельностью населения.
Неспособность Тбилиси обеспечить общественные блага армян во многом компенсировала находившаяся в своё время 62-я военная база РФ, которая обеспечивала источник дохода для многих семей, а также обеспечивала психологическую уверенность в защите от соседней Турции. Обещание правительства Грузии об открытии сотни перерабатывающих предприятий и о закупке сельхозпродукции с целью компенсировать закрытие военной базы ни к чему не привело Джавахети также как Цалкинский район из-за удручающего состояния дорог практически отрезаны от столицы, многие школы и здания районов разрушились, был закрыт Ахалкалакский филиал Тбилисского государственного университета. Однако в последнее время правительство Грузии стало уделять больше внимания регионам с большим наличием национального меньшинства, в результате у муниципалитетов вырос бюджет, это позволило выделить средства на необходимый ремонт инфраструктуры, но несмотря на это в развитии местной экономики не наблюдается улучшения

## Храмы Джавахети
- Церковь Сурб Хач г. Ахалкалаки.

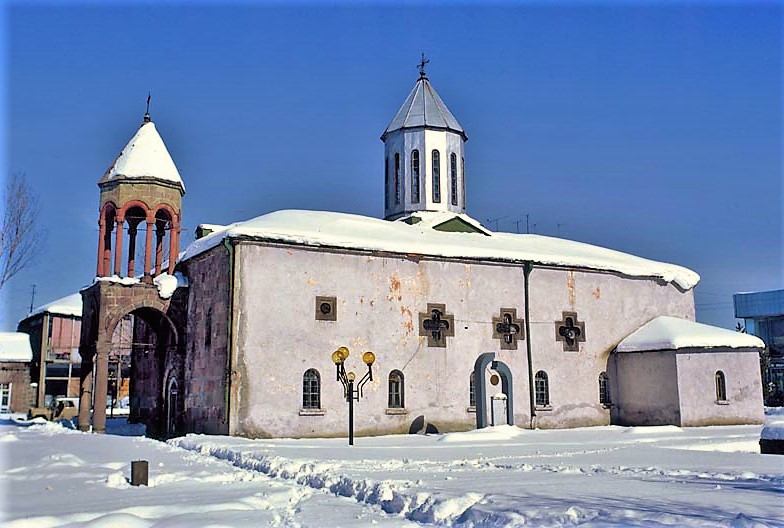
Армянская церковь Ахалкалаки

- Церковь Сурб Ншан (Сурб Вардананц), г. Ахалцихе.
- Церковь Сурб Хач (Сурб Хачатур), село Хандо.
- Церковь Сурб Саргис, село Дилиска

## Фотогалерея

### Народ

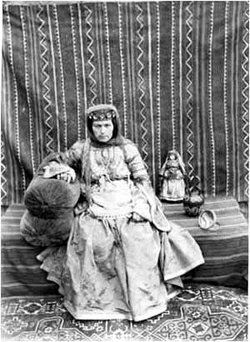
Западноармянка из Ахалкалака, XIX век
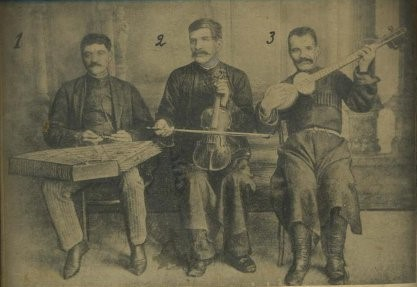
Дживани с музыкантами (до 1909 г.)
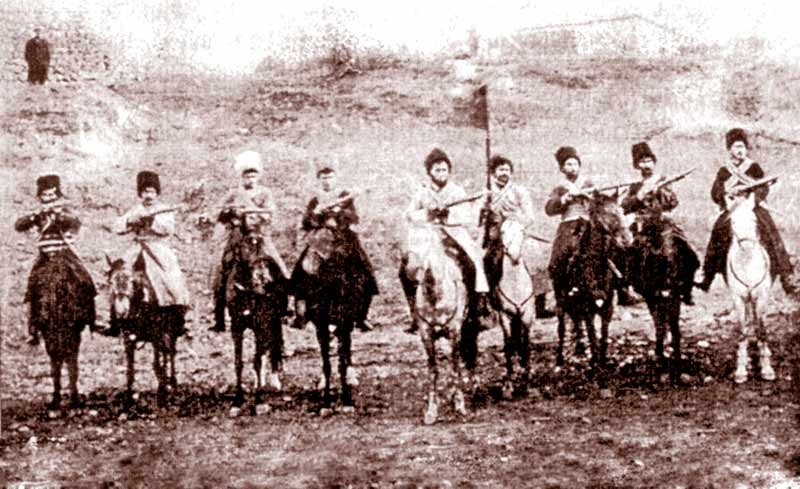
западноармянские солдаты из Джавахка в конце XIX века - начало XX
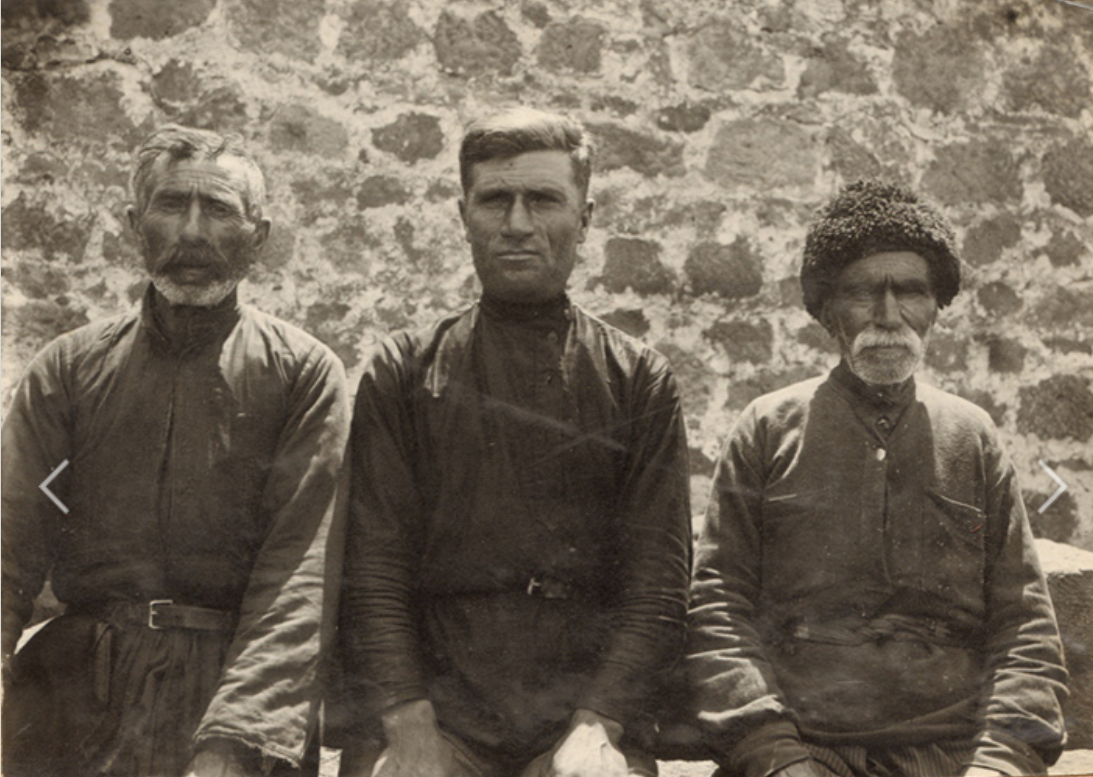
Западноармянские ашуги села Дилиф. слева направо; Арташ, Агаси, Аваг (1936)
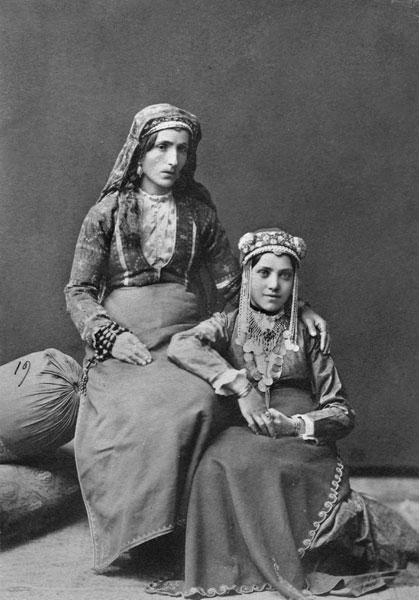
Западноармянки в нарядном одежде из Ахалцихи (Фотограф Д.А. Никитин. 1881 г)
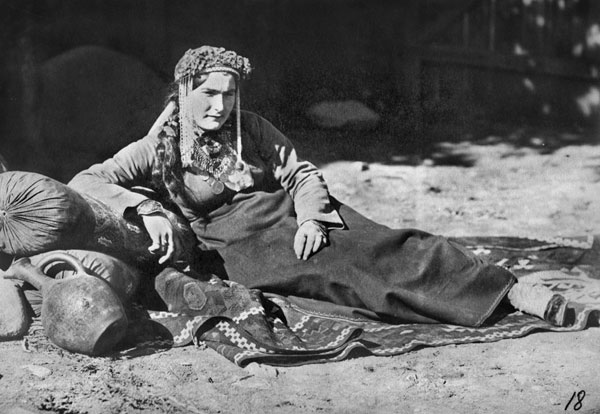
Западноармянка из Ахалцихи (Фотограф Д.А. Никитин. 1881 г)

## См. также

Самцхе-Джавахети на карте Грузии